# Euthalia nais

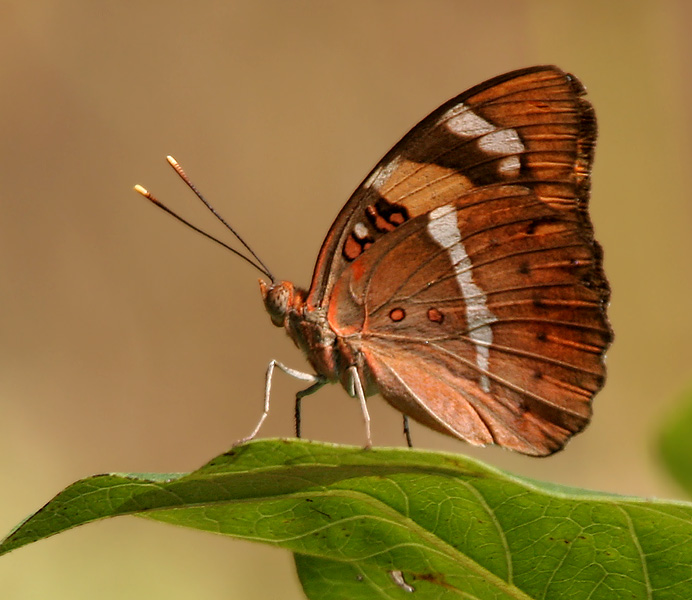
Flügelunterseite

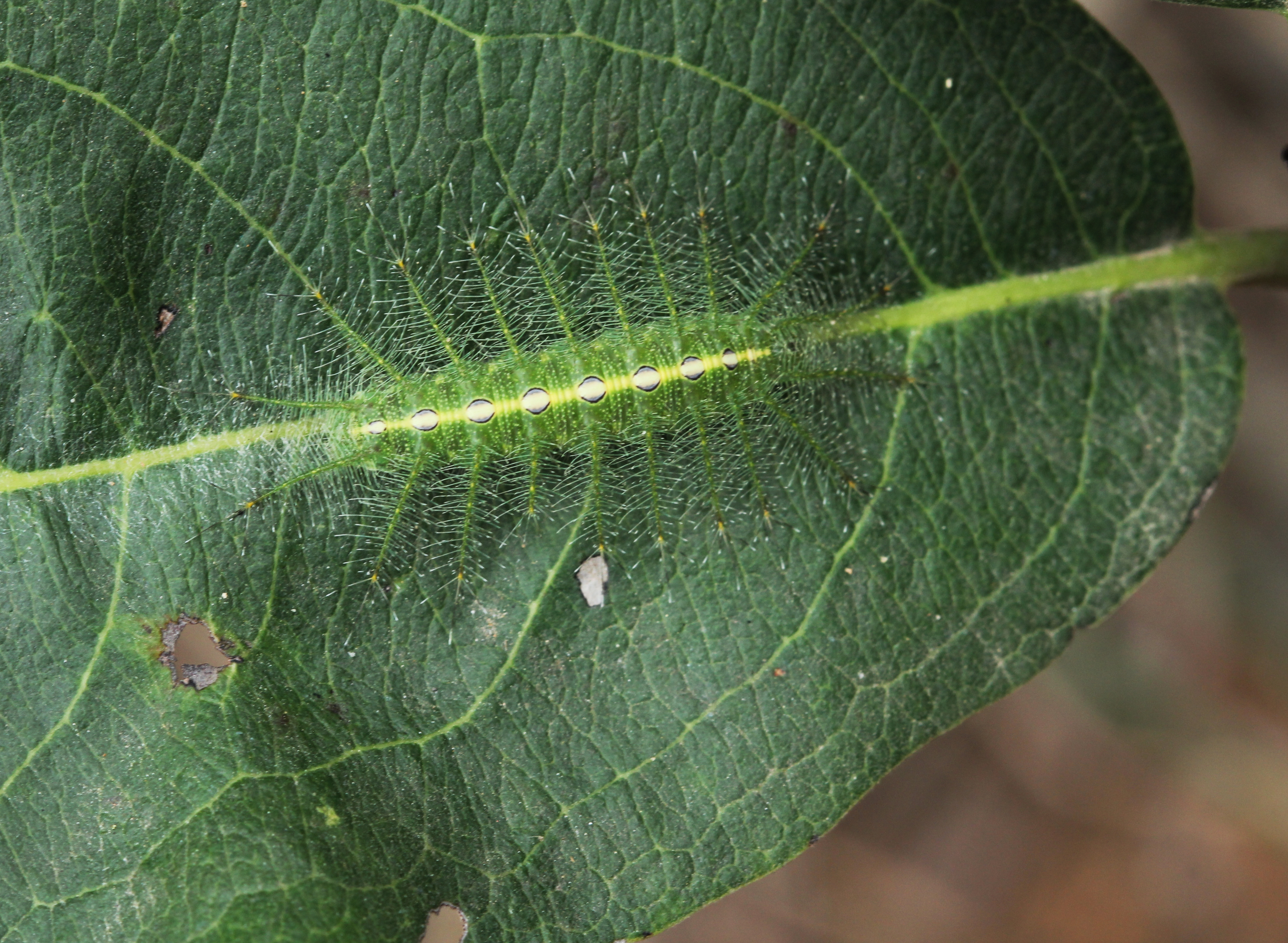
Raupe auf der Mittelrippe eines Blattes

Euthalia nais ist ein in Asien vorkommender Schmetterling (Tagfalter) aus der Familie der Edelfalter (Nymphalidae).

## Merkmale

### Falter
Die Flügelspannweite der Falter beträgt 50 bis 60 Millimeter, wobei die Weibchen geringfügig größer als die Männchen sind. Im Gegensatz zu anderen Arten der Gattung Euthalia besteht zwischen den Geschlechtern kein Sexualdimorphismus, da Männchen und Weibchen die gleichen Zeichnungselemente aufweisen. Sämtliche Flügel zeigen auf der Oberseite eine gelbbraune bis rotbraune Grundfarbe. Auf der Vorderflügeloberseite heben sich vom Vorderrand ausgehend längliche schwarze Flecke sowie ein schmaler schwarzer Streifen, der die Submarginalregion begrenzt ab. Auf der Hinterflügeloberseite befindet sich eine schwarze Punktreihe vor dem schwarzen Saum. Die Fransen sind schwarz und weiß gescheckt. Die überwiegend dunkelbraune Flügelunterseite zeigt auf den Vorderflügeln ein breites, kurzes sowie auf den Hinterflügeln ein langes, schmales weißes Band. Außerdem sind einige schwarze und rötliche Flecke zu erkennen. Die gekeulten Fühler sind an den Spitzen gelb. Der Saugrüssel ist ebenfalls gelb gefärbt.

### Ei
Das Ei hat eine grüne Farbe, eine halbkugelige Form und ist auf der Oberfläche seeigelartig mit Dornen besetzt. Es wird einzeln auf Blättern der Nahrungspflanze abgelegt.

### Raupe
Die Raupen sind grün gefärbt. Die Rückenlinie ist weißlich bis gelblich und zeigt schwach ausgebildete graue ringförmige Markierungen. In Ruhestellung sitzt die Raupe genau über der Mittelrippe eines Blattes, wobei die helle Rückenlinie diese Mittelrippe exakt nachzeichnet, wodurch sie für potentielle Fressfeinde von Ferne kaum zu erkennen ist. Die gesamte Körperoberfläche ist mit Dornen versehen, von denen lange Brennhaare abgehen. Die Raupe wirkt dadurch bei Bewegung wie ein mit Nadelblättern oder Dornen besetzter wippender Zweig, wodurch sie ebenfalls nur schwer zu erkennen ist.

## Verbreitung und Lebensraum
Die Art kommt in Indien, Sri Lanka und Bangladesch vor. Euthalia nais ist in erster Linie in bewaldeten Gebieten, in Höhen vom Meeresspiegel bis etwa 800 Meter zu finden.

## Lebensweise
Die Falter saugen gelegentlich an feuchten Erdstellen oder an in biologischer Zersetzung befindlicher Vegetation, um Flüssigkeit und Mineralstoffe aufzunehmen. Die Raupen ernähren sich bevorzugt von den Blättern von Ebenholzgewächsen (Ebenaceae) oder Flügelfruchtgewächsen (Dipterocarpaceae).